# Tauron liga
Tauron Liga (tidigare känd som Liga Siatkówki Kobiet, Orlen Liga och PlusLiga Kobiet) är högsta serien i volleyboll för damer i Polen. Varje säsong möts lagen i ett dubbelmöte och mästaren avgörs i slutet av säsongen genom ett slutspel. De bästa lagen kvalificerar sig för Europaspel följande säsong (CEV Champions League, CEV Cup och CEV Challenge Cup). Serien styrs och organiseras av aktiebolaget Polska Liga Siatkówki (PLS SA).
Från och med säsongen 2012/2013 måste varje klubb förvandlas till ett aktiebolag och samtidigt bli aktieägare i Polska Liga Siatkówki SA för att få licens spela i proffsligan.
Fram till säsongen 2013/2014 var det en så kallad "öppen liga" eftersom klubbarna kunde bli nerflyttade till I liga. Från säsongen 2014/2015 var det en "sluten liga" eftersom det krävdes licens att spela i serien. Från säsongen 2017/2018 är det återigen en öppen liga.
Från säsongen 2020/2021 är Tauron Polska Energia namnsponsor för serien.

## Medaljörer
| Säsong | Säsong    | Mästare                            | 2:a plats                          | 3:e plats                          |
| ------ | --------- | ---------------------------------- | ---------------------------------- | ---------------------------------- |
| 1.     | 2005/2006 | Muszynianka Fakro Muszyna          | PTPS Nafta-Gaz Piła                | Grześki Goplana Kalisz             |
| 2.     | 2006/2007 | Winiary Kalisz                     | PTPS Farmutil Piła                 | BKS Aluprof Bielsko-Biała          |
| 3.     | 2007/2008 | Muszynianka Fakro Muszyna          | PTPS Farmutil Piła                 | Winiary-Bakalland Kalisz           |
| 4.     | 2008/2009 | Muszynianka Fakro Muszyna          | BKS Aluprof Bielsko-Biała          | PTPS Farmutil Piła                 |
| 5.     | 2009/2010 | BKS Aluprof Bielsko-Biała          | Bank BPS Muszynianka Fakro Muszyna | Enion Energia MKS Dąbrowa Górnicza |
| 6.     | 2010/2011 | Bank BPS Muszynianka Fakro Muszyna | Atom Trefl Sopot                   | BKS Aluprof Bielsko-Biała          |
| 7.     | 2011/2012 | Atom Trefl Sopot                   | Bank BPS Muszynianka Fakro Muszyna | Tauron MKS Dąbrowa Górnicza        |
| 8.     | 2012/2013 | Atom Trefl Sopot                   | Tauron MKS Dąbrowa Górnicza        | Bank BPS Muszynianka Fakro Muszyna |
| 9.     | 2013/2014 | Chemik Police                      | Impel Wrocław                      | Atom Trefl Sopot                   |
| 10.    | 2014/2015 | Chemik Police                      | Atom Trefl Sopot                   | Polski Cukier Muszyna              |
| 11.    | 2015/2016 | Chemik Police                      | Atom Trefl Sopot                   | Impel Wrocław                      |
| 12.    | 2016/2017 | Chemik Police                      | Grot Budowlani Łódź                | KS Developres Rzeszów              |
| 13.    | 2017/2018 | Chemik Police                      | ŁKS Commercecon Łódź               | Grot Budowlani Łódź                |
| 14.    | 2018/2019 | ŁKS Commercecon Łódź               | Grot Budowlani Łódź                | KS Developres Rzeszów              |
| 15.    | 2019/2020 | Chemik Police                      | KS Developres Rzeszów              | ŁKS Commercecon Łódź               |
| 16.    | 2020/2021 | Chemik Police                      | KS Developres Rzeszów              | ŁKS Commercecon Łódź               |
| 17.    | 2021/2022 | Chemik Police                      | KS Developres Rzeszów              | ŁKS Commercecon Łódź               |
| 17.    | 2022/2023 | ŁKS Commercecon Łódź               | KS Developres Rzeszów              | Budowlani Łódź                     |

## Klubbar

### Titlar
| Nr     | Klubb                  | Guld | Silver | Brons | Totalt |
| ------ | ---------------------- | ---- | ------ | ----- | ------ |
| 1.     | Chemik Police          | 8    | 0      | 0     | 8      |
| 2.     | Muszynianka Muszyna    | 4    | 2      | 2     | 8      |
| 3.     | Atom Trefl Sopot       | 2    | 3      | 1     | 6      |
| 4.     | ŁKS Łódź               | 2    | 1      | 3     | 6      |
| 5.     | BKS Stal Bielsko-Biała | 1    | 1      | 2     | 4      |
| 6.     | Winiary Kalisz         | 1    | 0      | 2     | 3      |
| 7.     | KS Developres Rzeszów  | 0    | 4      | 2     | 6      |
| 8.     | PTPS Piła              | 0    | 3      | 1     | 4      |
| 9.     | Budowlani Łódź         | 0    | 2      | 2     | 4      |
| 9.     | MKS Dąbrowa Górnicza   | 0    | 1      | 2     | 3      |
| 10.    | Gwardia Wrocław        | 0    | 1      | 1     | 2      |
| Totalt | Totalt                 | 18   | 18     | 18    | 54     |

### Antal säsonger
| Antal säsonger | Klubb                            | År                   |
| -------------- | -------------------------------- | -------------------- |
| 15             | KS Pałac Bydgoszcz               | 2005–                |
| 15             | BKS Stal Bielsko-Biała           | 2005–                |
| 13             | MKS Muszynianka Muszyna          | 2005–2018            |
| 14             | Gwardia Wrocław                  | 2005–2007, 2008–     |
| 13             | PTPS Piła                        | 2005–2010, 2011–2019 |
| 11             | MKS Dąbrowa Górnicza             | 2007–2018            |
| 10             | Budowlani Łódź                   | 2009–2019            |
| 8              | LTS Legionovia Legionowo         | 2012–                |
| 7              | KPSK Stal Mielec                 | 2005–2012            |
| 7              | AZS Białystok                    | 2006–2013            |
| 7              | Atom Trefl Sopot                 | 2010–2017            |
| 7              | KPS Chemik Police                | 2013–                |
| 5              | AZS KSZO Ostrowiec Świętokrzyski | 2014–2019            |
| 6              | KS Developres Rzeszów            | 2014–                |
| 5              | SSK Calisia Kalisz               | 2005–2009, 2018/2019 |
| 4              | Gedania Gdańsk                   | 2006–2010            |
| 3              | AZS AWF Poznań                   | 2005–2008            |
| 2              | Budowlani Toruń                  | 2016–2018            |
| 2              | E.Leclerc Radomka Radom          | 2018–                |
| 1              | Dalin Myślenice                  | 2005/2006            |
| 1              | Trefl Proxima Kraków             | 2017/2018            |
| 1              | Piast Szczecin                   | 2005/2006            |
| 1              | TPS Rumia                        | 2010/2011            |